# Білий лебідь (торговий центр)

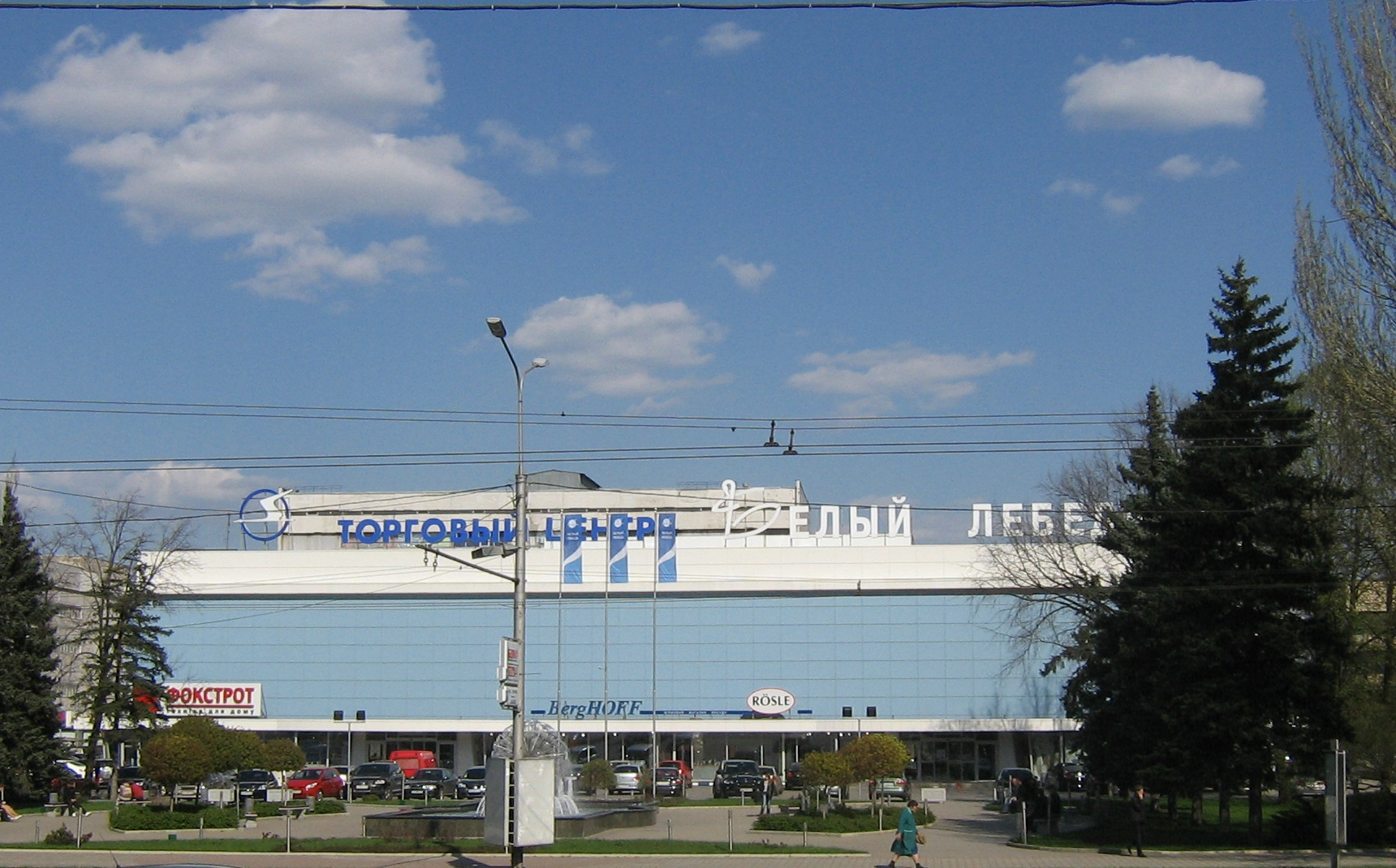
Фасад

48°00′58″ пн. ш. 37°48′18″ сх. д. / 48.016° пн. ш. 37.805° сх. д.
ТЦ «Білий лебідь» — торговий центр розташований в Ворошиловському районі Донецька за адресою вулиця Артема, 143, одне з найбільших торговельних підприємств України.
Центр був створений на базі універмагу, який був відкритий в серпні 1965 року і був першим великим торговельним центром побудованим у Донецьку. До цього характерним було будівництво невеликих спеціалізованих магазинів. У 2004—2006 роки проводилася реконструкція, в ході якої було добудовано додатковий корпус.

## Структура
Нині центр представлений п'ятьма поверхами і має наземне паркування, розраховане на 400 машиномісць. Загальна площа 47 000 квадратних метрів.
На нульовому поверсі комплексу локалізується супермаркет «Бум». Наступні три поверхи мають розвинену інфраструктуру торгових рядів, що включає магазини повсякденного, спортивного або урочистого одягу та стильного взуття. Крім того, зустрічається велика кількість сувенірних, ювелірних магазинів, магазинів годинників і біжутерії, галантереї, парфумерії та косметики.
На другому поверсі є магазин побутової та іншої техніки «Фокстрот», а в сусідньому крилі є елітний салон краси «Sh&Co». 
На четвертому поверсі торгують тренажерами та іншими спортивними приналежностями, масажними кріслами, а також меблями.
Останній поверх центру дитячий. Тут на 3 000 м² розташований дитячий розважальний комплекс «Пластилін», що включає ігрову зону, а також всі необхідні товари для дітей шкільного та дошкільного віку, широкий асортимент канцелярських товарів.